# Saint-Jean-du-Cardonnay
Pour les articles homonymes, voir Saint-Jean.
Saint-Jean-du-Cardonnay est une commune française située dans le département de la Seine-Maritime en région Normandie.

## Géographie

### Localisation
| Pissy-Pôville | Malaunay                | Le Houlme                |
| Roumare       | Saint-Jean-du-Cardonnay | Notre-Dame-de-Bondeville |
| La Vaupalière |                         | Maromme                  |

Saint-Jean-du-Cardonnay est situé au nord-ouest de Rouen, en lisière de la forêt du Houlme, sur le canton de Notre-Dame-de-Bondeville.
Le village est coupé en deux par la RD 6015, reliant Rouen au Havre. 
Le centre est regroupé autour de son église, coiffée d'un clocher vieux de plusieurs siècles.
Face au cœur du village, le château du duc de Polignac rappelle l'emplacement privilégié de la commune, véritable lien entre les plaines fertiles du plateau de Barentin, la vallée du Cailly et le centre économique rouennais.

### Hydrographie
La commune est située dans le bassin Seine-Normandie. Elle n'est drainée par aucun cours d'eau,.

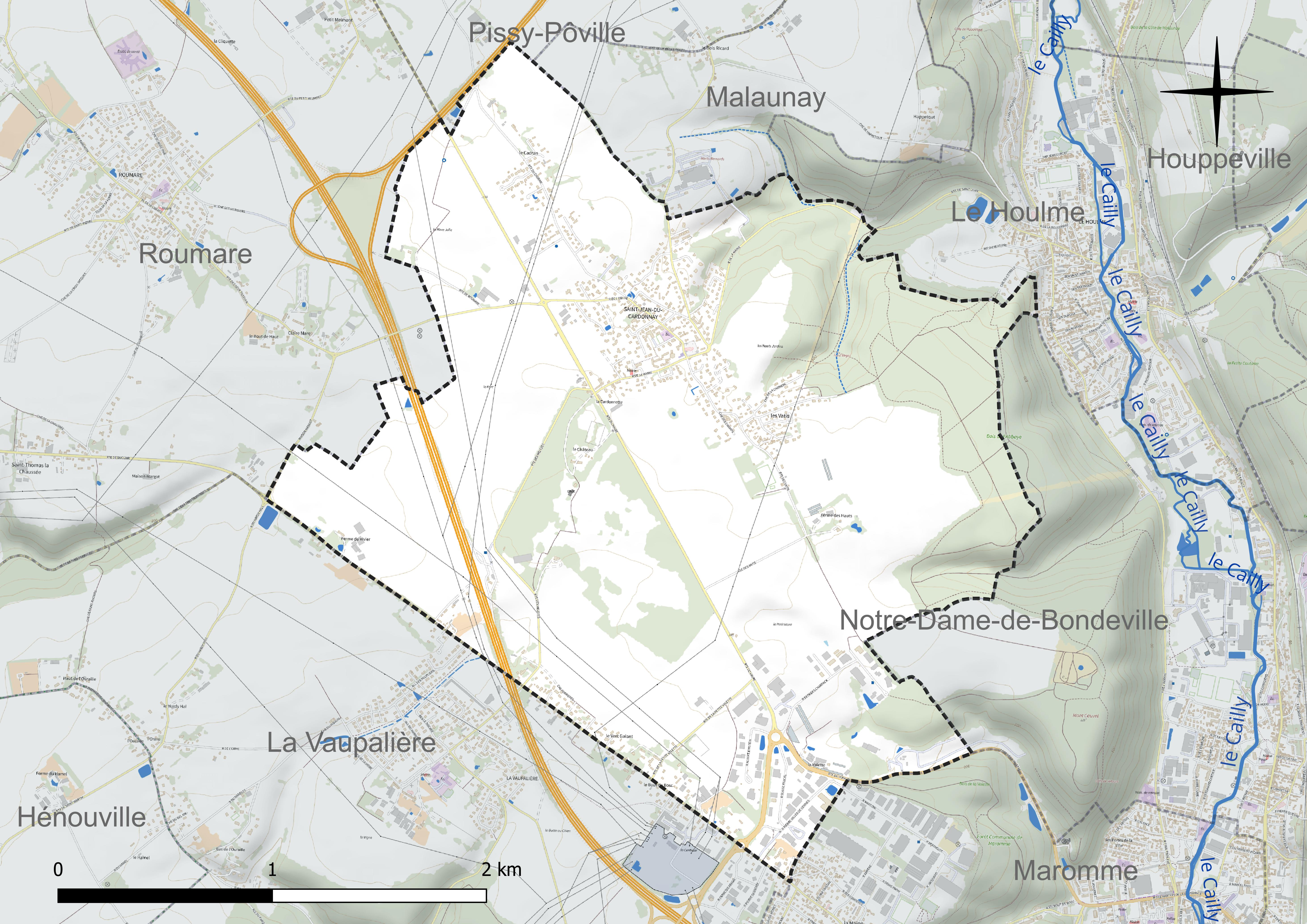
Réseau hydrographique de Saint-Jean-du-Cardonnay.

### Climat
Pour des articles plus généraux, voir Climat de la Normandie et Climat de la Seine-Maritime.
En 2010, le climat de la commune est de type climat océanique dégradé des plaines du Centre et du Nord, selon une étude du CNRS s'appuyant sur une série de données couvrant la période 1971-2000. En 2020, Météo-France publie une typologie des climats de la France métropolitaine dans laquelle la commune est exposée à un climat océanique et est dans la région climatique Côtes de la Manche orientale, caractérisée par un faible ensoleillement (1 550 h/an) ; forte humidité de l’air (plus de 20 h/jour avec humidité relative > 80 % en hiver), vents forts fréquents. Parallèlement le GIEC normand, un groupe régional d’experts sur le climat, différencie quant à lui, dans une étude de 2020, trois grands types de climats pour la région Normandie, nuancés à une échelle plus fine par les facteurs géographiques locaux. La commune est, selon ce zonage, exposée à un « climat maritime », correspondant au Pays de Caux, frais, humide et pluvieux, légèrement plus frais que dans le Cotentin.
Pour la période 1971-2000, la température annuelle moyenne est de 10,3 °C, avec une amplitude thermique annuelle de 13,3 °C. Le cumul annuel moyen de précipitations est de 855 mm, avec 13,1 jours de précipitations en janvier et 8,5 jours en juillet. Pour la période 1991-2020, la température moyenne annuelle observée sur la station météorologique la plus proche, située sur la commune de Rouen à 10 km à vol d'oiseau, est de 12,6 °C et le cumul annuel moyen de précipitations est de 817,9 mm,. Pour l'avenir, les paramètres climatiques de la commune estimés pour 2050 selon différents scénarios d’émission de gaz à effet de serre sont consultables sur un site dédié publié par Météo-France en novembre 2022.

## Urbanisme

### Typologie
Au 1er janvier 2024, Saint-Jean-du-Cardonnay est catégorisée bourg rural, selon la nouvelle grille communale de densité à sept niveaux définie par l'Insee en 2022.
Elle est située hors unité urbaine. Par ailleurs la commune fait partie de l'aire d'attraction de Rouen, dont elle est une commune de la couronne,. Cette aire, qui regroupe 317 communes, est catégorisée dans les aires de 200 000 à moins de 700 000 habitants,.

### Occupation des sols
L'occupation des sols de la commune, telle qu'elle ressort de la base de données européenne d’occupation biophysique des sols Corine Land Cover (CLC), est marquée par l'importance des territoires agricoles (56,3 % en 2018), en diminution par rapport à 1990 (63,4 %). La répartition détaillée en 2018 est la suivante : 
terres arables (51 %), forêts (23,6 %), zones urbanisées (14,8 %), zones industrielles ou commerciales et réseaux de communication (5,3 %), prairies (5,3 %). L'évolution de l’occupation des sols de la commune et de ses infrastructures peut être observée sur les différentes représentations cartographiques du territoire : la carte de Cassini (XVIIIe siècle), la carte d'état-major (1820-1866) et les cartes ou photos aériennes de l'IGN pour la période actuelle (1950 à aujourd'hui).

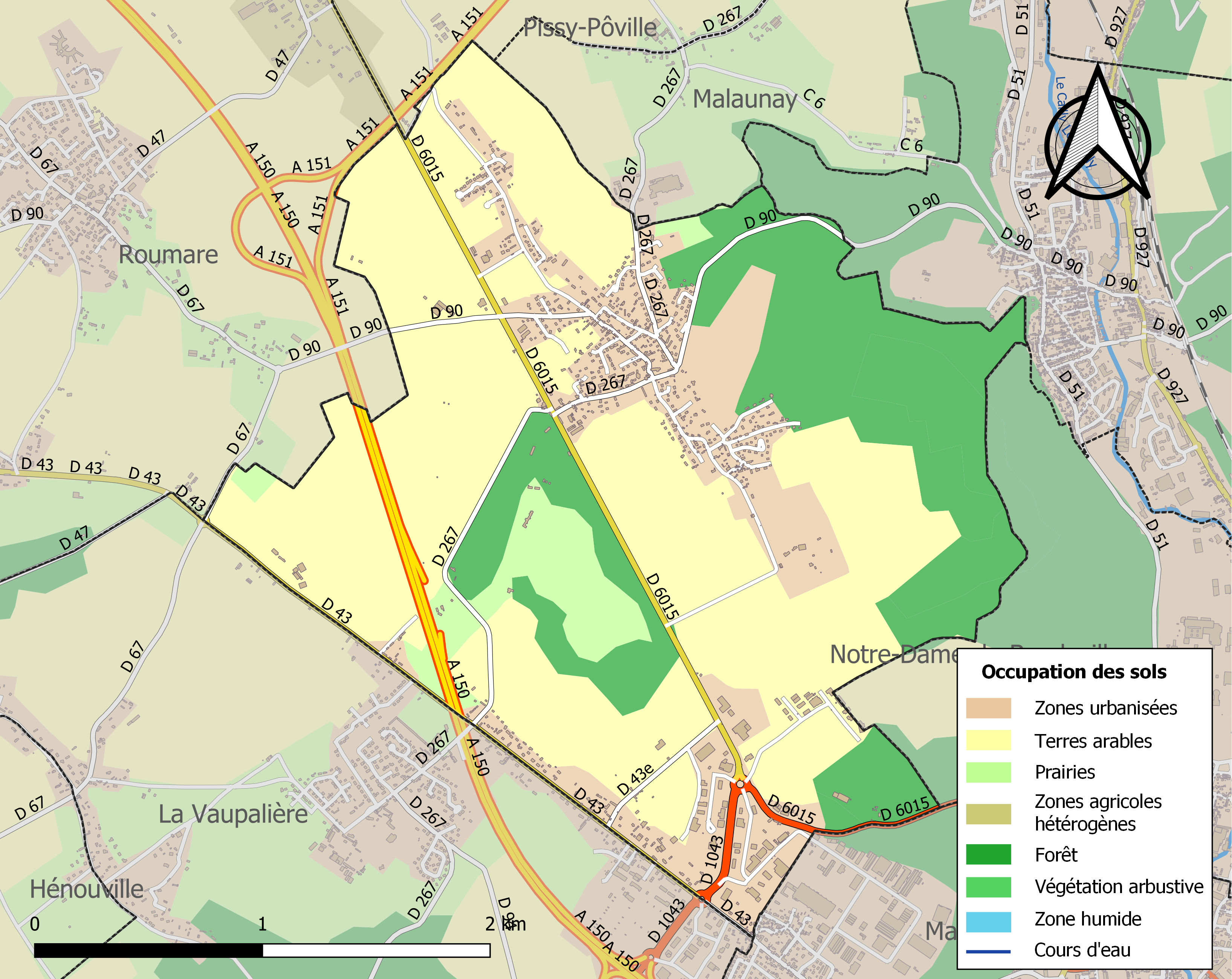
Carte des infrastructures et de l'occupation des sols de la commune en 2018 (CLC).

### Voies de communication et transports
La commune est desservie par la ligne de car régional Nomad 526 qui va d’Yvetot à Rouen.

## Toponymie
Le nom de la localité est attesté sous les formes In sancto Johanne de Cardonneio en  1180, Sancti Johannis de Cardoneio en 1221, Sancti Johannis deu Cardonei en 1231, Ecclesie Sanctis Johannis de Cardineto vers 1240, Sancti Johannis de Cardoneto en 1242, Parrochia Sancte Johanne de Cardone en 1270, Sancti Johannis de Cardonnai en  1275, Saint Jehan du Cardonnai en 1319, Sanctus Johannes de Cardonneto en 1337, Saint Jehan du Cardonnay en 1431, Ecclesie Sancti Johannis de Cardoneto en 1434, Saint Jean du Cardonnay en 1717, Saint Jean du Cardonnet en 1757, Saint Jean du Cardonnay en 1788.
La paroisse et l'église sont dédiées à saint Jean le Baptiste.
Cardonnay : « Lieu où poussent les chardons (en normand cardon) ».
Le nom de la localité est attesté sous les formes Cardoneum en 1211, Saint Jean du Cardonnee en 1231, Sanctus Johannes de Cardonnais en 1234, De Cardonito en 1238, De Cardoneis en 1254 et Du Cardonnai en 1316. Saint Jean du Cardonnay est une création de l’abbaye de Fécamp qui y développe une paroisse après le XIIe siècle. Le lieu-dit les Heauz (aujourd’hui les Hauts) pourrait en être le point de départ car une grange, sans doute dîmière, s’y trouve. Celle-ci, pourtant proche du centre, est rattachée à la paroisse de Bondeville ou à celle de Roumare jusqu’au XIVe siècle, alors que la paroisse de Saint-Jean-du-Cardonnay compte déjà 130 paroissiens (plus de 500 habitants, la plus grosse paroisse du canton) pendant le troisième quart du XIIIe siècle. La situation de ce village apparaît comme une création assez tardive, et dont le succès au point de vue du peuplement n’aurait été entériné que très tard du point de vue de l’assiette foncière de la paroisse. De l’Ouraille à Silveison : pour trouver une étymologie un peu certaine, il vaudrait mieux la chercher dans les chardons qui recouvraient autrefois une partie du sol de cette paroisse, et dans le nom de l’oiseau qui est si avide de leurs graines (le chardonneret).

## Histoire

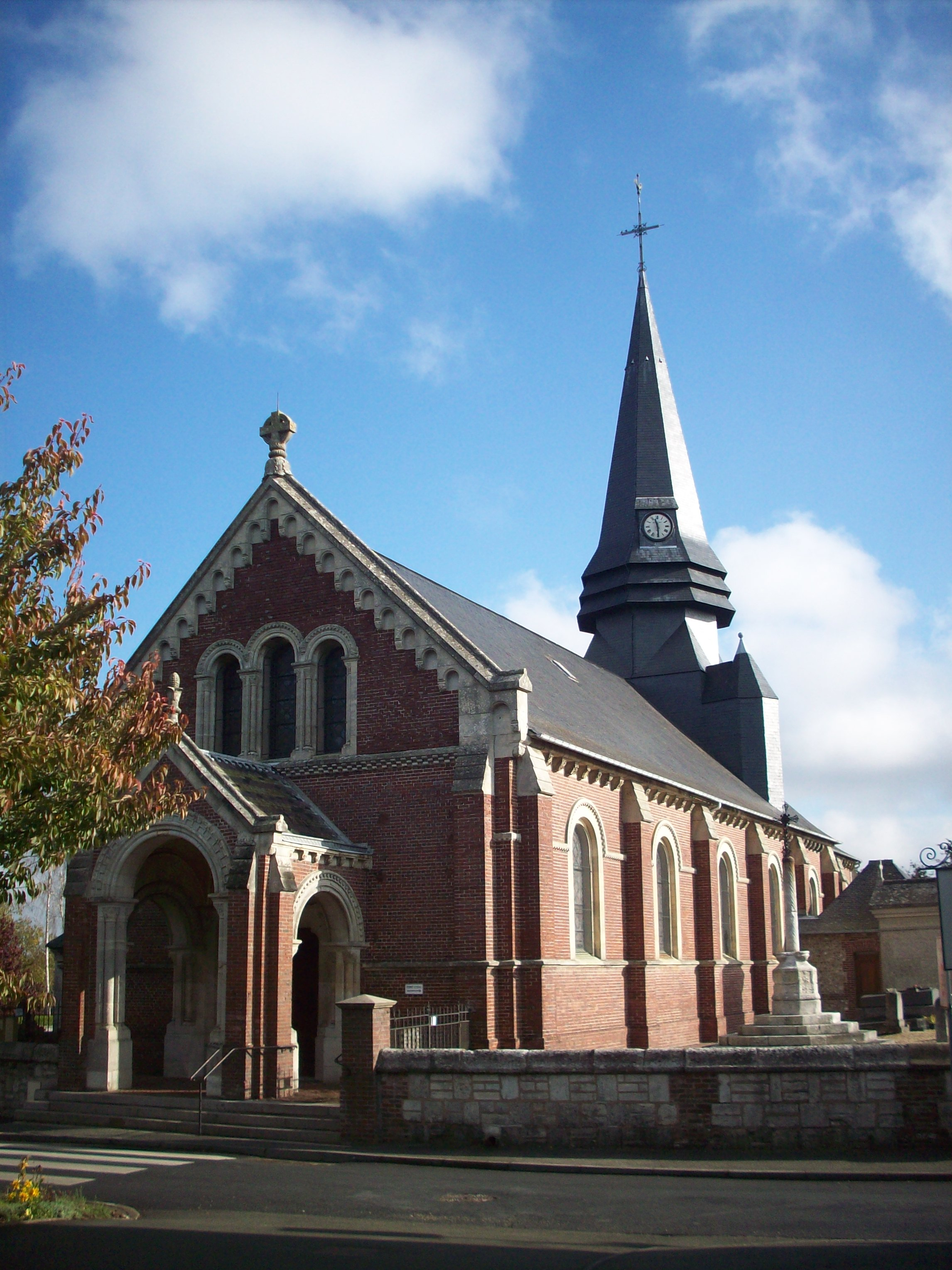
L'église.

## Politique et administration
| Période                                  | Période                    | Identité            | Étiquette | Qualité                                 |
| ---------------------------------------- | -------------------------- | ------------------- | --------- | --------------------------------------- |
| Les données manquantes sont à compléter. |                            |                     |           |                                         |
| 1852                                     |                            | Leseigneur          |           |                                         |
| 1902                                     | 1917                       | Héracle de Polignac |           |                                         |
| Les données manquantes sont à compléter. |                            |                     |           |                                         |
| 1991                                     | En cours (au 10 août 2020) | Jacques Niel        | SE        | Retraité Réélu pour le mandat 2020-2026 |

## Population et société

### Démographie
L'évolution du nombre d'habitants est connue à travers les recensements de la population effectués dans la commune depuis 1793. Pour les communes de moins de 10 000 habitants, une enquête de recensement portant sur toute la population est réalisée tous les cinq ans, les populations de référence des années intermédiaires étant quant à elles estimées par interpolation ou extrapolation. Pour la commune, le premier recensement exhaustif entrant dans le cadre du nouveau dispositif a été réalisé en 2005.

En 2022, la commune comptait 1 348 habitants, en évolution de −2,88 % par rapport à 2016 (Seine-Maritime : +0,35 %, France hors Mayotte : +2,11 %).
| 1793 | 1800 | 1806 | 1821 | 1831 | 1836 | 1841  | 1846 | 1851 |
| ---- | ---- | ---- | ---- | ---- | ---- | ----- | ---- | ---- |
| 850  | 795  | 830  | 966  | 979  | 942  | 1 039 | 937  | 831  |

| 1856 | 1861 | 1866 | 1872 | 1876 | 1881 | 1886 | 1891 | 1896 |
| ---- | ---- | ---- | ---- | ---- | ---- | ---- | ---- | ---- |
| 834  | 791  | 690  | 653  | 737  | 742  | 810  | 804  | 750  |

| 1901 | 1906 | 1911 | 1921 | 1926 | 1931 | 1936 | 1946 | 1954 |
| ---- | ---- | ---- | ---- | ---- | ---- | ---- | ---- | ---- |
| 727  | 746  | 782  | 700  | 710  | 693  | 658  | 709  | 772  |

| 1962 | 1968 | 1975  | 1982  | 1990  | 1999  | 2005  | 2006  | 2010  |
| ---- | ---- | ----- | ----- | ----- | ----- | ----- | ----- | ----- |
| 773  | 773  | 1 015 | 1 094 | 1 270 | 1 298 | 1 360 | 1 357 | 1 345 |

| 2015  | 2020  | 2022  | - | - | - | - | - | - |
| ----- | ----- | ----- | - | - | - | - | - | - |
| 1 375 | 1 338 | 1 348 | - | - | - | - | - | - |

## Culture locale et patrimoine

### Lieux et monuments
- Église Saint-Jean[28].
- Château[29].

### Personnalités liées à la commune
- Charles Joseph Fortuné d'Herbouville (1756-1829), alors propriétaire du château de Saint-Jean-du-Cardonnay, premier des présidents du département de Seine-Inférieure en 1790.
- Jacques Nicolas Goulé (1774-1818), compositeur de musique.
- Julien Féron (1864-1944), artiste peintre.
- Famille de Croismare, seigneurs de Saint-Jean-du-Cardonnay
- Raymond Narac, a fondé son écurie de sport automobile, IMSA Performance, à Saint-Jean-du-Cardonnay en 2001.

### Héraldique
| Armes de Saint-Jean-du-Cardonnay | Les armes de la commune de Saint-Jean-du-Cardonnay se blasonnent ainsi : Écartelé : au 1er d'argent à trois mitres d'or, au 2e de gueule à la fleur de lis d'or, au 3e d'azur à cinq cotices d'or, au 4e fascé d'argent et de gueules de six pièces ; sur le tout, d'azur à l'agneau pascal d'argent et au chef cousu d'argent chargé de trois chardons au naturel. Armoiries homologuées en 1943, confirmées en 1960. |

## Pour approfondir